# Crisis financiera en Irlanda de 2008-2013

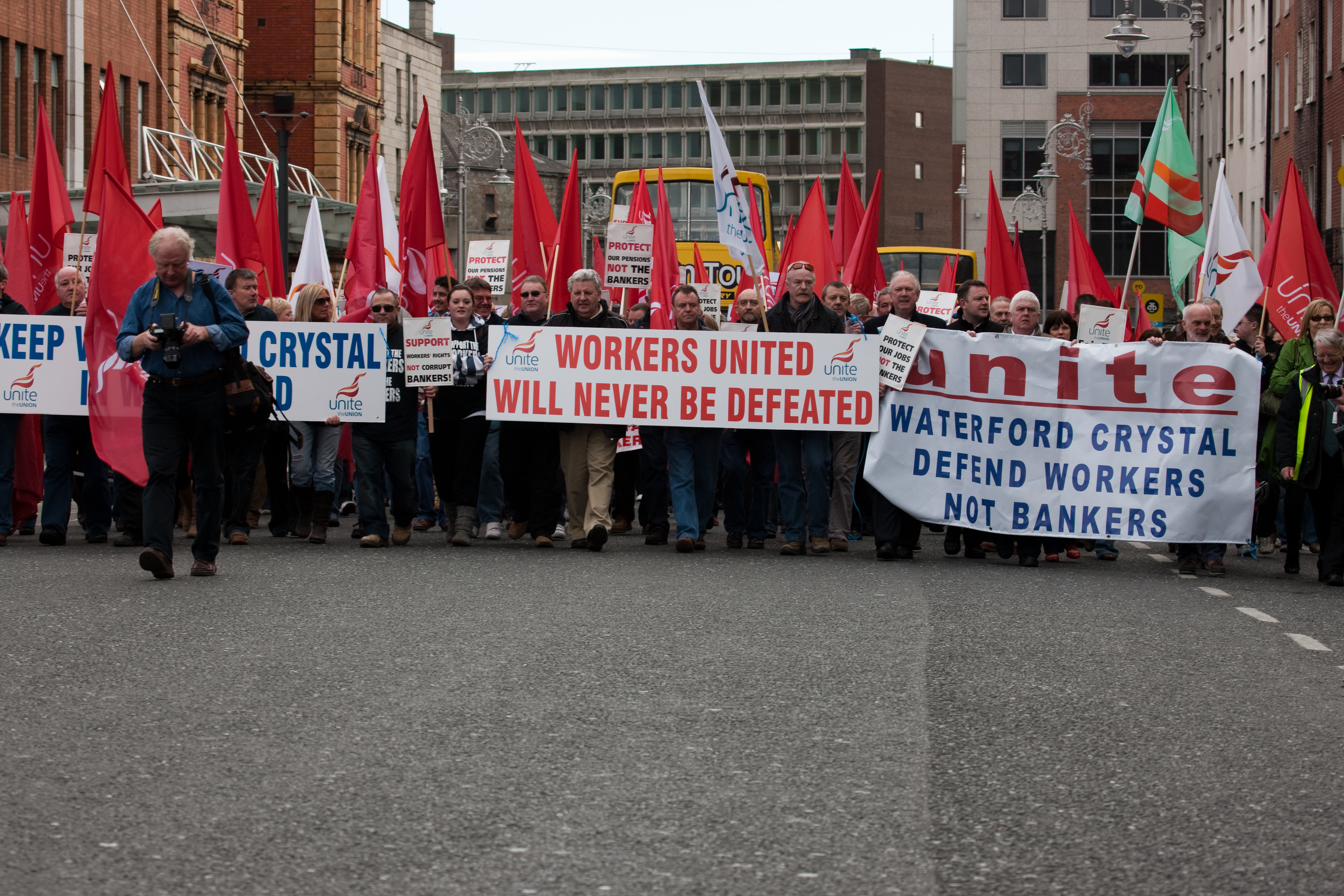
Trabajadores marchan por Dublín en contra de la respuesta del gobierno a la crisis financiera de 2009

La  crisis financiera irlandesa de 2008–13, derivada de la crisis financiera de 2007–08, fue una importante crisis política y financiera en la República de Irlanda, considerada parcialmente responsable de la caída del país en recesión por primera vez desde la década de 1980.
El índice general de la Bolsa de Valores de Irlanda (ISEQ), que había alcanzado un máximo de 10000 puntos brevemente en abril de 2007, cayó hasta 1987 puntos el 24 de febrero de 2009, el más bajo en 14 años (la última vez que se había situado por debajo de 2000 había sido a mediados de 1995). En septiembre de 2008, el gobierno irlandés —que formaban una coalición entre Fianna Fáil y el Partido Verde—reconoció oficialmente que el país había entrado en recesión, con un severo aumento en el desempleo que se produjo en los siguientes meses. Irlanda fue el primer estado en la eurozona en entrar en recesión, según lo declarado por la Oficina Central de Estadísticas. El número de personas viviendo de las prestaciones por desempleo aumentaron a 326,000 en enero de 2009—el nivel más alto mensual desde que empezaron los registros en 1967—y la tasa de desempleo aumentó de 6.5% en julio de 2008 al 14.8% en julio de 2012. Las condiciones de debilitamiento atrajeron 100,000 manifestantes a las calles de Dublín el 21 de febrero de 2009, en medio de otra plática de las protestas y la acción colectiva. Con los bancos "garantizados", y la Agencia Nacional de Administración de Activos (NAMA, por sus siglas en inglés) establecieron, la tarde del 21 de noviembre de 2010, el entonces primer ministro Irlandés, Brian Cowen, confirmó en directo por la televisión, que la troika UE/BCE/FMI se involucraría a sí misma en los asuntos financieros de Irlanda.
En medio de la crisis, que coincidió con una serie de escándalos bancarios, el apoyo al partido gobernante, Fianna Fáil, se desmoronó en los sondeos y cayó al tercer lugar en una encuesta de opinión realizada por The Irish Times, un hecho sin precedentes en la historia de la nación—. Se colocó por detrás de Fine Gael y el Partido Laborista de Irlanda, este último superó al Partido Fianna Fáil por primera vez. El 22 de noviembre, los Verdes—los miembros menores de la coalición gobernante— elecciones anticipadas. Las elecciones generales de 2011 reemplazaron a la coalición Fianna Fáil-Partido Verde por la coalición Fine Gael–Partido Laborista. Esta coalición continuó con las mismas políticas de austeridad del gobierno anterior así como con los partidos más grandes del país a favor de una agenda similar.
Las estadísticas oficiales muestran una caída en la mayoría de los delitos, coincidiendo con la crisis económica. Sin embargo, los robos aumentaron aproximadamente un 10% y la prostitución se duplicó desde 2007.
a

## Antecedentes y causas
La economía de la República de Irlanda se expandió rápidamente durante los años conocidos como del tigre celta (1994–2007) debido a un tipo bajo en el impuesto sobre sociedades, bajas tasas de interés del Banco Europeo Central y otros factores sistemáticos (como la laxa  supervisión bancaria, incluido el cumplimiento contra los principios básicos de Basilea, bajo desarrollo de los sistemas de gestión financiera pública y contra la corrupción y la adopción de políticas deficientes incluido un sistema de impuestos corporativos que fomentó los bienes y servicios no comercializables a través de la industria de la construcción). Esto llevó a una expansión del crédito y a una burbuja inmobiliaria que se agotó en 2007. Los bancos irlandeses, ya sobreexpuestos al mercado inmobiliario irlandés, sufrieron fuertes presiones en septiembre de 2008 debido a la crisis financiera mundial de 2007–2010.
Los préstamos del exterior a los bancos irlandeses aumentaron de €15bn a €110bn en el periodo 2004-08. Mucho de esto se tomó prestado de forma rollover a tres meses para financiar proyectos de construcción que serían vendidos en varios años. Cuando las propiedades no pudieron ser vendidas debido al exceso de oferta, el resultado fue un clásico desajuste de activos y pasivos. Al momento de la garantía bancaria irlandesa, los bancos mostraron falta de liquidez (no insolvencia) por €4bn, lo que resultó ser una gran subestimación.

## Impacto

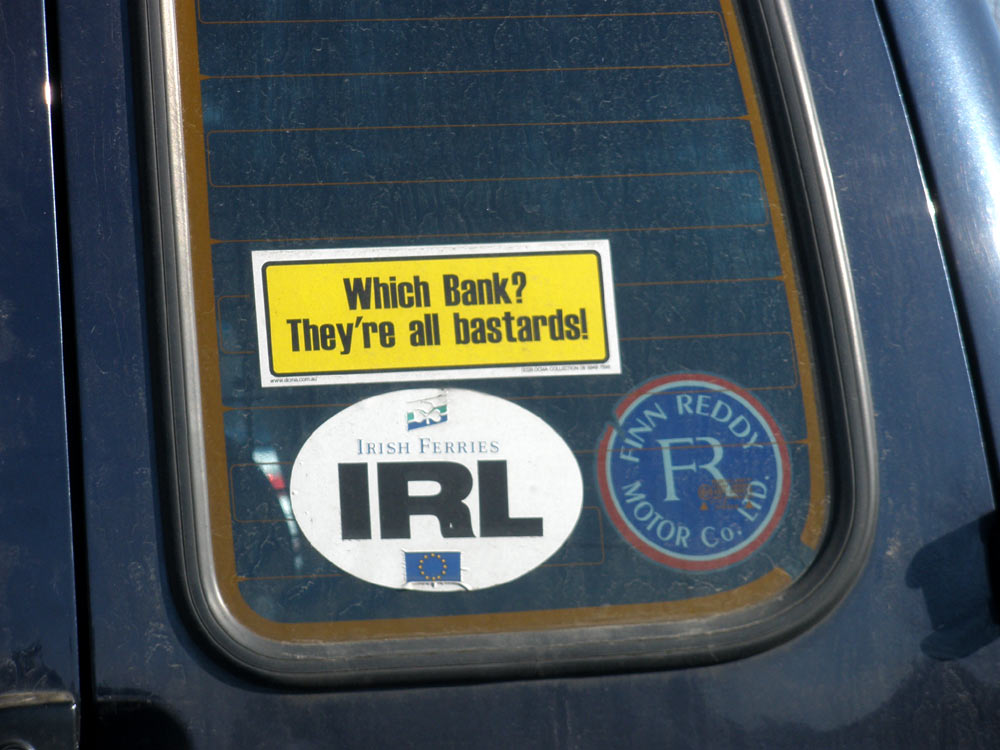
Un sticker en una ventana de una van en Dublín con comentarios sobre la crisis bancaria.

La economía y las finanzas públicas empezaron a mostrar signos de recesión inminentes a finales de 2007, cuando los ingresos fiscales cayeron por debajo del presupuesto anual de 2007 pronosticado en €2.3 billones (5%), tanto los derechos de registro y el ingreso sobre la renta se quedaron cortos por €0.8 billones (19% y 5%) resultantes en el superávit presupuestario del Gobierno General de 2007 de €2.3 billones (1.2% del PIB) en vías de desaparecer. Una inminente recesión se hizo evidente a mediados de 2008. Posteriormente, los déficits públicos aumentaron, muchos negocios cerraron y el desempleo aumentó. La Bolsa de Valores de Irlanda (ISEQ por sus siglas en inglés) cayó y muchos trabajadores migrantes abandonaron el país.

### Banco Anglo-Irish
El Banco Anglo-Irish quedó muy expuesto a la burbuja inmobiliaria irlandesa. Una controversia sobre préstamos ocultos en diciembre de 2008 dio lugar a una nueva caída en su cotización. El ISEQ cayó a su mínimo en 14 años en septiembre de 2009, probablemente provocada por la inesperada renuncia del exdirector del Banco Anglo-Irish, Anne Heraty, del consejo de la Bolsa de Valores de Irlanda la noche anterior.

### Crecimiento y desempleo
La economía irlandesa entró en una severa recesión en 2008.
Irlanda entró en una depresión económica en 2009. El Instituto de Investigaciones Económicas y Sociales pronosticó una contracción económica de 14% para el 2010. En el primer trimestre del 2009, el PIB cayo 8.5% respecto al primer trimestre del año anterior, y el PNB cayo un 12%. El desempleo subió de 8.75% a 11.4%.  La economía salió de recesión en el tercer trimestre de 2009, el PIB aumentó 0.3% en el trimestre, pero el PNB continuó contrayéndose en 1.4%. La economía creció 1.9% en el primer trimestre y 1.6% en el segundo trimestre de 2011 pero se contrajo 1.9% en el tercer trimestre.
La tasa de desempleo aumentó de 4.2% en 2007 hasta alcanzar 14.6% en febrero de 2012.

### Mercado inmobiliario
Debido al final de la burbuja, los mercados inmobiliarios residenciales y comerciales se fueron a una severa depresión, los valores tanto de las ventas como de las propiedades se derrumbaron.
Los desarrolladores, tales como Liam Carroll, empezaron a atrasarse en sus pagos de préstamos. Debido a la crisis financiera, los bancos como ACC fueron forzados a recuperar sus ingresos y solicitaron la liquidación de las empresas de desarrollo.[cita requerida]

### Migración
La Oficina Central de Estadísticas estimó que 34,500 personas abandonaron el país a partir de abril de 2009-2010, la mayor emigración neta desde 1989. Sin embargo, solo 27,700 de estos son ciudadanos irlandeses, un aumento de 12,400 desde 2006. También es notable que más personas fueron a algún otro lugar que no fuera el Reino Unido, la Unión Europea o Estados Unidos, destinos tradicionales de los emigrantes irlandeses que cualquier otro destino.

## 2008: Administración de Cowen, garantía bancaria, aumento en cuotas, revuelta de pensionistas
Tras el nombramiento, en mayo de 2008, de Brian Cowen como Taoiseach, el partido gobernante Fianna Fáil había estado cerca de sus niveles de votación de 41% de las elecciones de 2007, pero el partido empezó a caer en las encuestas de septiembre de 2008. Su apoyo cayó al tercer puesto por primera vez en la historia detrás de los dos principales partidos de oposición en una encuesta nacional publicada por The Irish Times el 13 de febrero de 2009, el sondeo fue solo del 22%. Una encuesta el 27 de febrero, indicó que solo el 10% de los votantes estaban satisfechos con el desempeño del gobierno, y que más del 50% le gustaría una elección general inmediata. Ellos ganaron cerca del 24% de los votos en las elecciones locales y continuaron consumiéndose tanto como la crisis se intensificó durante el resto del año, alcanzando un apoyo mínimo de 17% en septiembre de 2009. Durante el periodo 2009/2010 la oposición exige que se intensifiquen las elecciones anticipadas y algunos de sus propios diputados renunciaron a las llamadas del partido de apoyo, reduciendo la mayoría del Gobierno a un solo dígito. El Gobierno instó a los tribunales a mantener un largo retraso en las elecciones parciales de Donegal South. Para diciembre de 2010, tras la intervención del FMI, el apoyo alcanzó un récord mínimo del 13% y sus socios de coalición, el Partido Verde, anunciaron que retirarían el apoyo al Gobierno en enero de 2011 una vez que el presupuesto en 2011 se aprobara. El Gobierno anunció que las elecciones se llevarían a cabo en la primavera de 2011 pero la fecha prevista tuvo que ser adelantada al 25 de febrero de 2011, tras una remodelación del gabinete ampliamente criticada. Taoiseach Cowen fue reemplazado como líder del partido por Micheál Martin. En las elecciones, Fianna Fáil recibió el 17% de los votos y sus localidades colapsaron de un 71 saliente a un mínimo histórico de 20. El Fine Gael y la oposición laborista asegurada registraron ganancias de las localidades pero sin mayoría absoluta y formaron un gobierno de coalición.

### Presupuesto de emergencia del Gobierno en octubre de 2008

El déficit del gobierno irlandés comparado con otros países europeos y los Estados Unidos (2000–2013)

Irlanda declaró oficialmente que estaba en recesión en septiembre de 2008. Antes de esta declaración, el gobierno irlandés anunció, el 3 de septiembre de 2008, que iba a presentar el presupuesto del Estado de 2009 en su fecha habitual de diciembre. En un comunicado, el gobierno afirmó que esto se debió principalmente a una caída en la economía global. El presupuesto, llamado "el más difícil en muchos años", incluyó un número de medidas polémicas tal como una propuesta de impuesto a los ingresos la cual eventualmente fue reestructurada,. Otros resultados del presupuesto incluían un nuevo impuesto sobre los ingresos que se impuso a todos los trabajadores por encima de un límite específico y el cierre de un número de cuarteles militares cerca de la frontera con Irlanda del Norte.
Una inesperada protesta pública fue invocada debido a la propuesta de retirar las tarjetas médicas y la amenaza del regreso de los pagos universitarios. Una serie de manifestaciones se produjeron entre profesores y agricultores, mientras que el 22 de octubre de 2008, al menos 25,000 pensionados y estudiantes descendieron en solidaridad al parlamento irlandés en Leinster House, Kildare Street, Dublín. Incluso, algunos de los pensionados fueron vistos apoyando a los estudiantes así como las protestas se pasaron unos a otros en las calles de Dublín. Los cambios a la educación llevaron a una reunión ministerial con tres obispos de la Iglesia de Irlanda a quienes se les aseguró, por O'Keeffe, que la educación religiosa no se vería afectada por los cambios en el presupuesto.
Las rebeliones en las filas del gobierno de coalición en el poder llevó a una serie de deserciones de miembros de la coalición desilusionados. El diputado del Condado de Wicklow, Joe Behan, renunció al partido Fianna Fáil por las propuestas de cambios en las tarjetas médicas después de sugerir que el pasado Taoiseach Éamon de Valera y Seán Lemass "estarían dando vueltas en sus tumbas por las decisiones hechas la semana pasada". El diputado independiente, Finian McGrath, amenazó entonces con retirar su apoyo del gobierno a menos que el plan de remover los excedentes de los años 70 automáticamente a una tarjeta médica fuera retirado por completo. El Taoiseach, Brian Cowen, pospuso un viaje previsto a China, mandando al Ministro de Educación y Ciencia, Batt O'Keeffe, por delante para dirigir a la delegación. Behan, junto con McGrath y el exministro de gobierno Jim McDaid, votó más tarde en contra de sus excolegas en dos cruciales votos Dáil en las tarjetas médicas y vacunas contra el cáncer. Estas deserciones redujeron la mayoría del Gobierno Irlandés de doce años en una cuarta parte.
Un presupuesto suplementario fue entregado en abril de 2009 para hacer frente a un déficit fiscal de más de €4.5 billones.

### Garantía bancaria
El 29 de septiembre de 2008 se emitió una garantía bancaria ilimitada a favor de 6 bancos que iba a costar mucho más que lo que el gobierno estimó. Fue aprobada en su momento por la Comisión Europea. Esto dio lugar a la intervención de la UE y el FMI a finales de 2010.

### Comentario de la Embajada de Estados Unidos
A pesar de la garantía bancaria en septiembre, para diciembre de 2008, el embajador de Estados Unidos informaba a Washington que ningún plan claro estaba en su lugar, después de una entrevista con John McCarthy del Departamento de Finanzas de Irlanda y otros dos funcionarios. McCarthy fue citado diciendo que "el pronóstico de cualquier cosa, en un entorno actual de incertidumbre, es casi imposible" y que el gobierno solo podría "reaccionar dado el rápido ritmo de la recesión”. La entrevista fue publicada en 2011 como parte de las revelaciones de wikileaks.

## 2009: el NAMA, huelgas y conflictos laborales

### Encierros y huelgas

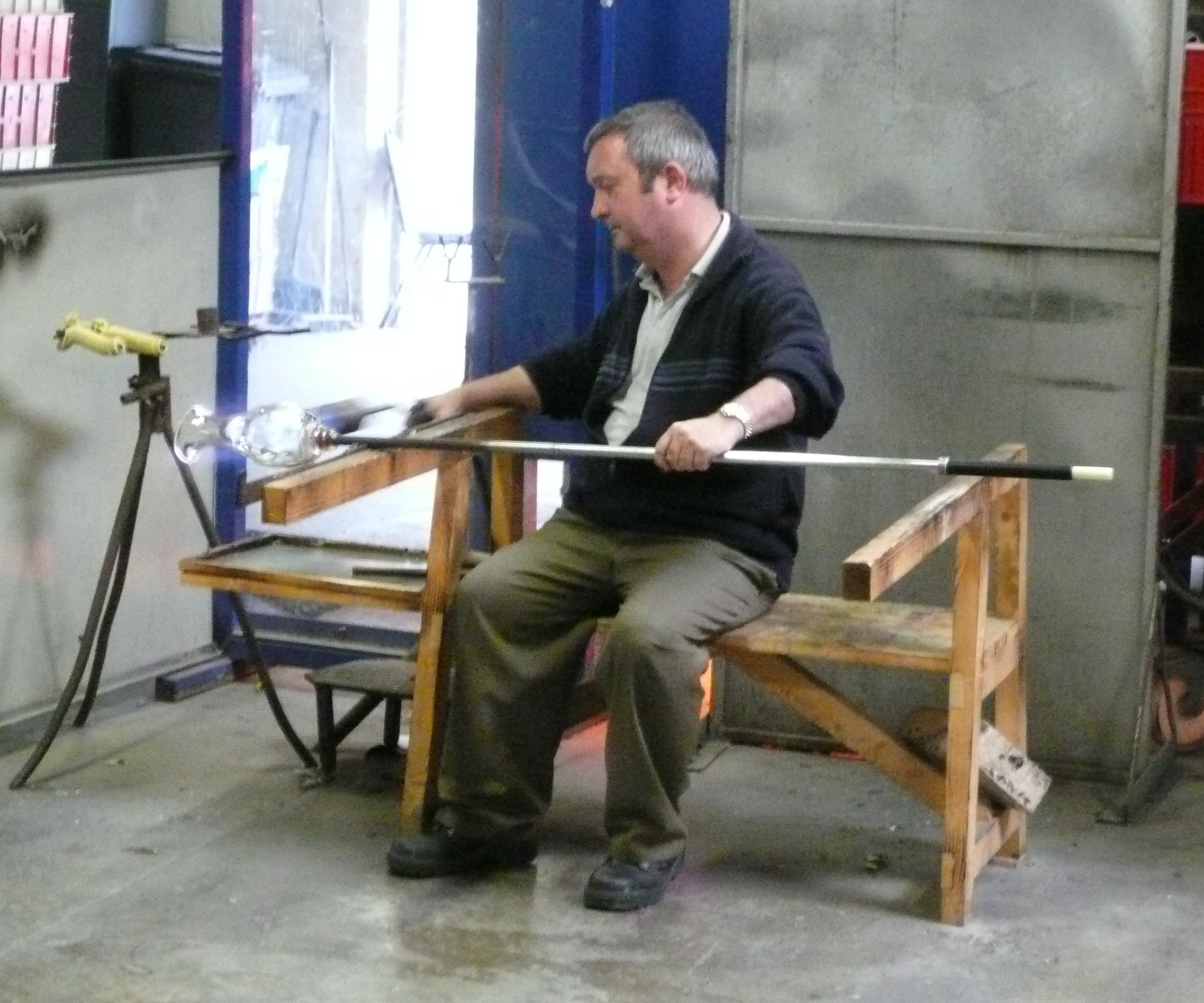
El 30 de enero de 2009, los puestos de trabajo de los empleados de Waterford Crystal, como este soplador de vidrio, fueron puestos bajo amenaza.

El 5 de enero de 2009, Waterford Wedgwood entró en suspensión de pagos. El 30 de enero, a los trabajadores de la planta de Waterford Crystal en Kilbarry se les informó que perdían sus puestos de trabajo. Un comunicado emitido por el receptor de Deloitte, David Carson, confirmó que, de los 670 empleados, 480 de ellos serían despedidos. Los trabajadores respondieron con enojo a esta inesperada decisión y al menos 100 de ellos empezaron un encierro no oficial en la galería de visitantes de la fábrica esa noche. Insistieron en que se negaban a salir hasta que se reunieran con Carson. Después de las revelaciones, hubo una pequeña pelea en la puerta principal del centro de visitantes que resultó dañada. El Consejero Joe Kelly del Local Sinn Féin se encontraba entre los que ocupaban la galería de visitantes. Una reunión que se llevó a cabo al día siguiente hizo poco para resolver el conflicto con el plantón que continuó por casi dos meses hasta el 22 de marzo.
El 18 de febrero de 2009, 13,000 funcionarios votaron a favor de una acción industrial sobre una propuesta de Gravamen a las pensiones. Ellos efectuaron esta acción el 26 de febrero.
Días antes, un máximo de 120,000 personas, habían protestado en las calles de Dublín el 21 de febrero. Esto fue seguido por una marcha más a través de la capital por gardaí el 25 de febrero y una protesta a la hora de comer por 10,000 funcionarios el 19 de marzo de 2009. Esto también le siguieron protestas de dos taxistas independientes en Dublín el 20 de marzo de 2009.
El líder laborista Eamon Gilmore dijo en ese momento que una huelga nacional no sería buena para el país.

### Agencia Nacional de Administración de Activos
En abril de 2009, el gobierno propuso una Agencia Nacional de Administración de Activos (NAMA por sus siglas en inglés) para hacerse cargo de los grandes préstamos de los bancos, permitiéndoles regresar a la normalidad en liquidez para ayudar a la recuperación económica. La primera evaluación del NAMA fue en septiembre de 2009, programada casualmente justo antes de la emisión de la segunda garantía bancaria de un año.

### El aumento en espiral de la deuda
Los costos de los rescates bancarios, NAMA y el déficit gubernamental durante el período parece que van a empujar a la Deuda Nacional Irlandesa hasta un 125% del PIB para 2015.
Sin embargo, ha habido un número de estimaciones estadísticas erróneas relacionadas con la crisis financiera irlandesa. Irlanda, al igual que Luxemburgo, es casa de un gran número desproporcionado de proveedores de servicios financieros internacionales. Muchos cálculos estadísticos incluyen deudas de todos los bancos nacionales ubicados en Irlanda sin separar los bancos de capital extranjero de los bancos irlandeses. Los pasivos de los bancos irlandeses representan una cifra equivalente aproximadamente al 309% del PIB, la tercera más alta de la UE.

### Acuerdo Croke Park
Los sindicatos del Gobierno Irlandés y del Sector Público de Irlanda, incluyendo el Sindicato Municipal, Público y Civil, negociaron el acuerdo Croke Park, el cual proporciona una mayor productividad, flexibilidad y el ahorro del sector público a cambio de no más recortes salariales y despidos.

## 2010: Rescates bancarios, protestas estudiantiles, Marcha por una Mejor Manera

### Intervención de la UE y el FMI
En abril de 2010, tras un marcado aumento en la rentabilidad de los bonos irlandeses a 2 años, la agencia de deuda estatal NTMA de Irlanda dijo que "no había mayores obligaciones de refinanciamiento" en 2010. Su requerimiento de €20.000 millones en 2010 estuvo acompañado de un saldo de caja de €23.000 millones, y recalcó que: "Estamos muy cómodos con las circunstancias ". El 18 de mayo la agencia NTMA, probó el mercado y vendió una emisión en €1.5 billones que fue tres veces sobresuscrita. Para septiembre de 2010 los bancos no podían obtener financiamiento y la garantía bancaria fue renovada por tercer año consecutivo. Esto tuvo un impacto negativo en los bonos del gobierno irlandés, la ayuda del gobierno para los bancos elevó a 32% el PIB, por lo que el gobierno inició negociaciones con el Banco Central Europeo y el Fondo Monetario Internacional.
En la tarde del 21 de noviembre de 2010, el entonces Taoiseach Brian Cowen confirmó que Irlanda había solicitado formalmente ayuda financiera del Fondo Europeo de Estabilidad Financiera (FEEF) de la Unión Europea y del Fondo Monetario Internacional (FMI), una petición que fue recibida por el Banco Central Europeo y los ministros de finanzas de la Unión Europea. La solicitud fue aprobada en principio por los ministros de finanzas de los países de la eurozona en una conferencia telefónica. Los detalles del acuerdo financiero no se acordaron inmediatamente después y quedaron en que se determinarían en las semanas siguientes, aunque se cree que el préstamo está entre €100 billones, de los cuales se cree que aproximadamente €8 billones son proporcionados por el Reino Unido.
Tras las críticas de la acción, el líder del Partido Verde, John Gormley, señaló que su partido buscaría una Elección General en enero de 2011, con la amenaza implícita de que serían retirados del Gobierno; con la incorporación de una serie de diputados independientes gubernamentales, declarando que ellos no iban a seguir apoyando al Gobierno y al montaje de especulaciones, Brian Cowen convocó a una conferencia de prensa en la que anunció que el Gobierno tenía la intención de presentar y aprobar el presupuesto de ese año, y sus proyectos de ley parlamentarios, antes de someterse a las elecciones de 2011.
Sin embargo, el 23 de noviembre, los miembros rebeldes del fallo de Brian Cowen del partido Fianna Fáil y los líderes de la oposición buscaron un voto de no confianza para el Gobierno y la disolución del Oireachtas antes del voto crucial del presupuesto el 7 de diciembre de 2010, que deberían abrir camino para la adopción del paquete de rescate.
El 28 de noviembre, la Unión Europea, el Fondo Monetario Internacional y el estado irlandés llegaron a un acuerdo de rescate por €85.000 millones compuestos de €22.500 millones del Mecanismo Europeo de Estabilidad Financiera, €22.5 billones del FMI, €22.500 millones del Fondo Europeo de Estabilidad Financiera (FEEF), €17.500 millones del Fondo Nacional de Reserva de Pensiones y préstamos bilaterales del Reino Unido, Dinamarca y Suecia.
El Presidente del Eurogroup, Jean-Claude Juncker, dijo que el acuerdo incluye €10 billones para la capitalización bancaria, €25 billones para contingencias bancarias y €50 billones para financiar el presupuesto.

### La protestas contra la austeridad
2010 tuvo varias protestas destacables contra la austeridad en Irlanda.

## 2011: Colapso del Gobierno, ocupaciones, estatus basura, promesas rotas

### El colapso de la administración de Cowen
El 6 de febrero de 2011, se reveló que Irlanda había recibido un primer paquete de rescate por €3.6 billones del FEEF. Esta es una cantidad ligeramente superior a la que se esperaba debido principalmente a la subasta esperada de los bonos de la FEEF en enero de 2011. Ese mismo mes el gobierno de coalición de Fianna Fáil y el Partido Verde perdieron las elecciones generales de 2011 y fueron reemplazados por la coalición formada por Fine Gael y el Partido Laborista.
En abril de 2011, a pesar de todas las medidas adoptadas, Moody's redujo la deuda de los bancos irlandeses a la categoría de bonos basura. Continúa el debate sobre si el nuevo gobierno necesitará un "segundo rescate". Para agosto de 2011, el mayor de los seis bancos garantizados por el estado, el Banco de Irlanda, tenía una capitalización de mercado de €2.86 billones, pero los préstamos a los seis bancos por el Banco Central Europeo y el Banco Central Irlandés estaba cerca de los €150 billones.

### Acciones estudiantiles
A medida que el año pasaba, los estudiantes estaban más preocupados por la honestidad e integridad del compromiso firmado por Ruairi Quinn antes de las elecciones, que decía que el Partido Laborista se opondría al aumento en los pagos de matrícula.
El 16 de noviembre de 2011, cientos de estudiantes, sus padres y familiares, acudieron a Dublín y marcharon en los edificios del gobierno en medio de preocupaciones acerca de la reintroducción de pagos en la educación de tercer nivel. Un pequeño grupo también participó en una protesta de "brazos caídos" a fuera de la oficina de Fine Gael en la calle Upper Mount de Dublín.
Alrededor de las 16:00 hrs. el 29 de noviembre de 2011, tres presidentes de la unión estudiantil (del Instituto de Tecnología Galway-Mayo, Colegio Universitario Cork y IT Carlow), bajo el liderazgo de la Unión de Estudiantes en Irlanda (USI por sus siglas en inglés), el presidente Gary Redmond ocupó una habitación del Departamento de Protección Social en la calle Store de Dublín, como parte de un esfuerzo continuo para que el Partido Laborista aclarara su posición sobre los pagos de matrícula. La policía irrumpió por la puerta de la habitación en la que estaban colocados y se los llevaron. Los estudiantes llegaron armados con químicos y provisiones de comida que pudieron haber durado semanas. Diez presidentes de la unión de estudiantes también intentaron ocupar una habitación en el Departamento de Empresas en Kildare Street por las mismas razones.
Nueve estudiantes con honorarios, también buscaron la aclaración del punto de vista del gobierno sobre los pagos en la educación de tercer nivel, participaron en una protesta pacífica de "brazos caídos" al ocupar la oficina del distrito electoral del diputado Fine Gael y el exalcalde Brian Walsh en Bohermore, Galway, alrededor del mediodía el 30 de noviembre de 2011. Desplegaron una pancarta en el techo con el mensaje, "EDUCACIÓN GRATIS NADA MENOS". Fueron encarcelados por la policía y puestos en libertad poco después.
El 2 de diciembre de 2011, ocho estudiantes de la Universidad Nacional de Irlanda, Maynooth (NUIM por sus siglas en inglés), entre ellos el presidente del sindicato de estudiantes de la universidad, Rob Munnelly, comenzaron a ocupar la oficina del distrito electoral de Fine Gael en Naas del diputado Anthony Lawlor. Lo hicieron con bolsas de dormir, ropa, químicos y provisiones de comida y recibieron el apoyo de otros estudiantes en Facebook y Twitter. Durante su empleo, Munnelly debatió con Lawlor en vivo en televisión en Kildare, el presidente Gary Redmond de USI visitó a los estudiantes indignados, y una bandera con el lema "SAVE THE GRANT" fue puesta en la entrada de Lawlor.

### Otras acciones de protesta
El cierre del Departamento de Urgencias del hospital de Roscommon llevó a continuas protestas por el Comité de Acción del Hospital de Roscommon.
El "Occupy Dame Street" comenzó el 8 de octubre de 2011, un sábado por la tarde.
El 26 de noviembre de 2011, cientos de personas marcharon en contra de la austeridad en Dublín.
El 1 de diciembre de 2011, los abogados de la Corte del Distrito de Roscrea protagonizaron una huelga durante el cierre de los juzgados.
Cientos de personas del Condado de Donegal se reunieron en Buncrana el 3 de diciembre de 2011 para protestar en contra de la austeridad y para decirle al gobierno que "Inishowen y Donegal dicen no más a los recortes y la austeridad".
La huelga Vita Cortex empezó en Cork el 16 de diciembre de 2011.
También hubo rebelión en las filas del gobierno. El 15 de noviembre de 2011, Willie Penrose renunció al cargo de Ministro de Estado de Vivienda y Urbanismo, debido a su oposición a la decisión del gobierno de cerrar los cuarteles del ejército en Mullingar. También renunció al cargo de diputado del partido parlamentario del trabajo. El diputado Tommy Broughan fue expulsado del Partido del Trabajo el 1 de diciembre de 2011, después de la votación para rechazar la modificación del gobierno de extender la garantía del banco por un año más. Más tarde ese mes, Patrick Nulty, otro diputado del Trabajo, también voto en contra del gobierno.

## 2012
En enero de 2012, el Taoiseach Enda Kenny, negó que Irlanda tendría un segundo rescate pero admitió que los “desafíos económicos muy significativos” iban por delante.

### Acción Industrial
La huelga Vita Cortex continuo en Cork.
El 27 de marzo, 2,104 puestos de trabajo se perdieron ya que la empresa minorista Game de videojuegos cerró 277 tiendas. El personal comenzó una huelga.

### Occupy
Occupy Dame Street continuó en Dublín. En enero, Occupy Cork ocupó un edificio en la ciudad, mientras que Occupy Belfast tomó el control del Banco de Irlanda en la ciudad.

### Protestas
El Ministro de Transporte, Leo Varadkar, fue abucheado por manifestantes, que en repetidas ocasiones le gritaban "¡Qué vergüenza!", cuando acudía a un acto en el hotel Letterkenny el 24 de febrero de 2012. El 25 de febrero de 2012, manifestantes que protestaban contra la degradación de las escuelas en Bunbeg, Condado de Donegal, marcharon hacia la oficina de su diputado local, el Ministro Menor de Fine Gael, Dinny McGinley. También hubo protestas en el Condado de Mayo el mismo día.
El 31 de marzo, los medios de comunicación informaron que Irlanda se enfrentaba a una revuelta popular después de conocer las cifras del gobierno que indicaban que menos de la mitad de los hogares del país habían pagado el nuevo impuesto a la propiedad a la fecha de vencimiento, mientras miles de personas de todo el país marchaban en el Ard Fheis del partido gobernante en el Centro de Convenciones de Dublín. La tarde anterior, el Ministro de Justicia, Alan Shatter, se vio involucrado en una controversia después de decir que aquellos que se oponían al Cargo de los Hogares del gobierno se "consiguieran una vida", estos comentarios fueron hechas en su camino a la conferencia anual de Fine Gael en el Centro de Convenciones.
En abril de 2012, el Partido Laborista celebró su centenario en la conferencia de Bailey Allen Hall en la Universidad Nacional de Irlanda, Galway. La policía utilizó gas pimienta para detener a los manifestantes contrarios a la austeridad después de que rompieran una barrera policial, mientras protestaban en contra del gobierno.
En octubre de 2012, el coche oficial del Tánaiste, Eamon Gilmore, fue golpeado por los manifestantes que estaban en contra de los recortes del gobierno de Dublín.

### Referéndum del Tratado de Estabilidad Fiscal
En 2012 el gobierno trató de ratificar el Tratado de Estabilidad, Coordinación y Gobernanza en la Unión Económica y Monetaria. El fiscal general informó que el referéndum se requería para asegurar la coherencia con la constitución. En consecuencia, la Tercera Enmienda de la Constitución de Irlanda fue aprobada el 31 de mayo con el 60.3% a favor con una participación del 50%. Esto consagró el Tratado Fiscal en el artículo 29 de la constitución.

## 2013

### Liquidación de IBRC
En la noche del 6 al 7 de febrero de 2013,  Irish Bank Resolution Corporation (IBRC) fue drásticamente liquidado después de que el parlamento de Irlanda con el apoyo de la coalición gubernamental 'Fine Gael/Laboral' aprobara una legislación de emergencia de un día para otro, mientras el presidente Michael D. Higgins retornaba precipitadamente al país de un viaje oficial a Italia de tres días que había iniciado esa misma mañana. Esta situación se produjo la noche anterior a la fecha que tenía programada la Suprema Corte de Irlanda para revisar la apelación planteada por el empresario, David Hall, contra de la decisión del Tribunal Superior de Justicia de que él no tenía legitimidad para impugnar la legalidad del pagp del pagaré de 3.060 millones que se debía a finales de marzo. El argumento original de Hall ante el Tribunal Superior de Justicia fue que el pagaré de 31.000 millones de euros emitido a favor del desaparecido Anglo Irish Bank, fue ilegal ya que su emisión en 2010 no fue aprobada por el Dáil Éireann. Cada empleado de IBRC tenía su trabajo terminado con efecto inmediato, con mucho aprendizaje de esto, ya que se anunció en televisión nacional en TV3.

#### Panorama
Los miembros del Dáil Éireann fueron convocados a la sesión para las 22:30 del 6 de febrero de 2013. La oposición no tenía copia de la propuesta legislativa cinco minutos antes del debate. Recibieron copias a las 22:32 y la sesión del Dáil fue retrasada hasta las 23:00. El diputado de Fine Gael, Jerry Buttimer, tuiteo una foto de la factura a las 22:35.
El Ministro Michael Noonan achacó la precipitación a una filtración a medios de comunicación extranjeros. Ursula Halligan dijo en TV3 que la "filtración vino del lado de Frankfurt".
La legislación propuesta, fue finalmente aprobada en el Dáil por 113-35 a las 03:00. En el Senado de Irlanda pasó por 38-6. El presidente Michael D. Higgins llegó a su casa de su visita a Roma y firmó la Resolución Corporativa Bill del Banco Irlandés en la ley Áras an Uachtaráin el 7 de febrero de 2013.

#### La Oposición
La Oposición criticó la rapidez con que la legislation fue trasladada de urgencia. Muchos diputados no tuvieron tiempo de leerla. El diputado de la oposición, Richard Boyd Barrett dijo: "Solo 2 horas con 15 minutos para leer y votar sin los detalles del amplio acuerdo en Europa" y señaló que Irlanda se fue a la bancarrota en 2008, cuando la legislación fue trasladada de urgencia de una forma similar durante la noche. John Halligan dijo: "Esta legislación es una locura". Vincent Browne dijo que eran "cosas lunáticas" en TV3. Joe Higgins la llamó "una forma caótica y grotesca de ejecutar un estado, en todos los sentidos".
Thomas Pringle dijo: "Aprendimos más de Twitter esta noche, que de lo que el gobierno nos dijo en su contribución. Ese es el nivel de la democracia, se ha hundido, bajo su supervisión. Salgan y díganos cual es el trato, y cuales son los riesgos que hacen que este proyecto sea necesario. Lo que es seguro es que el BCE va a conseguir cada centavo del pagaré. Lo mejor que podemos esperar es una reducción en la tasa de interés de 8% y que se extienda a 40 años." Pringle también cuestionó lo que el Taoiseach se refería diciendo que este trato estaba terminando en un “capítulo oscuro en nuestra historia” y se preguntó si el Taoiseach consiguió sus discursos mezclados.
Mick Wallace dijo: "¿Cómo se ve la gente de Irlanda que está viendo esta noche? No les importa hacerse cargo de sus preocupaciones, pero sí la de los mercados financieros. Esta noche no vamos a traer comodidad financiera al pueblo Irlandés." Luke 'Ming' Flanagan dijo: "Este proyecto no es más que la cubierta para mover los pagarés de ese supuesto ‘banco’ al BCE. Lo será, si tu votas por ello, cristalizará esto como la deuda nacional. Además, facilitará la situación en la que usted será capaz de convertir algo que no es nuestra deuda en una deuda hipotecaria a largo plazo. Nos dijeron por Ruairi Quinn y Brian Hayes que nuestra deuda no era sostenible y que había que hacer algo al respecto. ¿Cuánto de esto se va a salvar? … si nuestra deuda era insostenible antes de esto, ¿cómo diablos hace esto que sea más sostenible?  [...] El problema empezó con la unión al euro. Las personas como Anthony Coughlan, dijeron que esto terminaría en lágrimas – estableces una moneda Frankenstein, con tasas de interés controladas por Alemania, esto nunca nos vino bien. Anthony Coughlan se ríe de ese día; hoy lo que dijo, se ha hecho realidad. Al votar a favor de esto, tu empiezas un proceso de poner una deuda en tu espalda y en la espalda de nuestros hijos, y nosotros no recibimos un mandato por esto."
Catherine Murphy dijo: "Estoy tratando de visualizar como sería esto si este debate se llevara a cabo en conjunto con un acuerdo que no incluyera una condonación por la deuda. El Ministro quería hacer esto en conjunto con un acuerdo: ¿Nos dará un compromiso que el traerá donde finaliza el acuerdo para nuestra aprobación aquí? O será la sección 17 [la cual les da el poder de emitir nuevos bonos y obligaciones] un monstruo que da un inmenso poder a un individuo que pueda actuar en ausencia de cualquier vigilancia? [...] Cualquier acuerdo que no incluya una condonación de la deuda, no es un acuerdo aceptable. Esta no es nuestra deuda. El reparto de la carga no debe estar entre nosotros y las generaciones por venir." Mattie McGrath describió esto como una "farsa" y dijo: "Tu estas aquí esta noche incitando a la oposición. [...] Esto le da demasiado poder a las personas que no han sido elegidas. [...] Le estas dando carta blanca a un nuevo tipo de receptor. NAMA es como un animal salvaje en el bosque, y tu ahora estas alimentándolos."
De acuerdo con el diputado Independiente Stephen Donnelly, en un discurso dirigido al Ministro Noonan en la cámara, 

Cuando votes a favor de esta legislación, estarás moviendo €28bn como deuda a dos bancos muertos, bajo investigación criminal, al Banco Central Europeo. El BCE no tiene permitido legalmente escribir cualquier reducción de la deuda. La otra cosa que hace, el ministro, es que da la facultad de emitir valores. Lo que esto significa es que tú vas a ser capaz de sentarte con Patrick Honohan y Mario Draghi y decir “Vamos, todos estamos de acuerdo en convertir este pagaré de 28 años en un bono de 40 años.” Y nosotros en esta casa no tendremos voz ni voto porque les estaremos dando la autoridad en este proyecto.

 Donnelly también advirtió que el Artículo 17 del proyecto "podría ser declarado inconstitucionall" y describió el proyecto y la manera en que se estaba tratando la presentación como "muy, muy peligrosa" y como "una erosión fundamental de la democracia parlamentaria." Sugirió que Noonan retirara el proyecto y regresara al Dáil "antes de que la corte abra, para los negocios en la mañana, con la mínima legislación necesaria para proteger los bienes del Estado."

#### Cobertura periodística
Los principales medios de comunicación de Irlanda, apoyaron abrumadoramente la legislación. El 7 de febrero, al mediodía en el programa RTÉ, el presentador Sean O'Rourke describió a la legislación como un “gran avance en el intento de Irlanda para aliviar la carga de la deuda”. El 8 de febrero, la edición de The Irish Times, contenía una sección dedicada a este tema, que fue descrito como semejante a "un comunicado de prensa del Departamento de Hacienda." Muchos de los medios de comunicación se enfocaron en los pequeños tuits divertidos, en el que los miembros del público contribuyeron con el hashtag #promnight, con algunos diciendo que esto tenía en común con muchos de los políticos en el Dáil, quedarse dormidos.
El 17 de febrero de 2013, el director de Finanzas del Banco Anglo Irish, Maarten van Eden, presentó su renuncia, escribiendo que "Yo no tengo ninguna confianza en la capacidad del gobierno de hacer las cosas correctas para el sector financiero." y describiendo las acciones del gobierno sobre el pagaré como "escaparate puro".

### Salida del rescate
Irlanda salió oficialmente del rescate de la Troika en diciembre de 2013. Para marcar el final del rescate, el Taoiseach, Enda Kenny, pronunció un discurso, en el que afirmó que el país estaba moviéndose en la dirección correcta y que la economía estaba empezando a recuperarse. La importancia de la salida de la economía irlandesa fue cuestionada por otros, que lo vieron como un ejercicio de propaganda.